# Autopista Ruta del Canal (Chile)
Autopista Ruta del Canal es la denominación del proyecto de la autopista chilena de peaje, que recorre la Región de Los Lagos, abarcando las comunas de Puerto Montt, Calbuco y Maullín en el sur de Chile. 
La construcción de la autopista se inició en agosto de 2012 bajo la concesión Sociedad Concesionaria Ruta del Canal S.A. Actualmente están todos los sectores habilitados

## Descripción del proyecto
Este proyecto se justifica dado el crecimiento que ha registrado la demanda entre la Ciudad de Puerto Montt y la Isla de Chiloé, ocasionando problemas de congestión, estándar insuficiente y baja capacidad de operación. Se agrega, a lo anterior, el importante desarrollo observado en los últimos años, de la industria pesquera y el cultivo de salmones en esta parte de la región, lo cual ha provocado un incremento importante del flujo de vehículos pesados en la Ruta 5, particularmente entre la bifurcación a Calbuco y la ciudad de Puerto Montt, con el consecuente deterioro de la vía y las condiciones de circulación en la misma.
Lo anterior ha conducido a un, cada vez mayor, riesgo de accidentes por los innumerables accesos a predios existentes, cruces a nivel de caminos secundarios y una alta vulnerabilidad frente a las condiciones climáticas adversas de la zona.
Su área de influencia directa corresponde a los sectores ubicados directamente al lado de la Ruta 5 entre Puerto Montt y Pargua. Sin embargo, debido a la relevancia de esta ruta en la provincia, su influencia se extiende hasta las ciudades y poblados que se localizan desde Puerto Montt al sur, abarcando, entre otras, las localidades de Chinquihue, Maullín, Calbuco y Pargua, prolongando también su influencia hasta la parte norte de la isla Grande de Chiloé.

## Recorrido
La autopista actualmente está entregada.
| Ruta 5 Panamericana, tramo Puerto Montt-Pargua       |                                   |                                 |                                                               |
| Salidas e infraestructura sentido norte-sur          | Distancia de enlace Cardonal (km) | Distancia de enlace Pargua (km) | Salidas e infraestructura sentido sur-norte                   |
| Inicio de autopista                                  | 0 (km 1023)                       | 53 (km 1023)                    | Continuación como Autopista de Los Lagos Término de concesión |
| Enlace Industrial 1                                  | 2 (km 1025)                       | 51 (km 1025)                    | Enlace Industrial 1                                           |
| Enlace Industrial 2                                  | 6 (km 1029)                       | 47 (km 1029)                    | Enlace Industrial 2                                           |
| Enlace Trapén                                        | 10 (km 1033)                      | 43 (km 1033)                    | Enlace Trapén                                                 |
| Retorno Ruta 5 al norte                              | 18 (km 1041)                      | 39 (km 1041)                    | Retorno Ruta 5 al sur                                         |
| Calbuco Ruta V-85                                    | 26 (km 1049)                      | 31 (km 1049)                    | Calbuco Ruta V-85                                             |
| Enlace Olmopulli                                     | 36 (km 1059)                      | 21 (km 1059)                    | Enlace Olmopulli                                              |
| Maullín Ruta V-90                                    | 44 (km 1067)                      | 13 (km 1067)                    | Maullín Ruta V-90                                             |
| Pargua Continuación como ruta 5 Término de autopista | 55 (km 1078)                      | 0 (km 1078)                     | Pargua Inicio de autopista                                    |